# Coresidenza

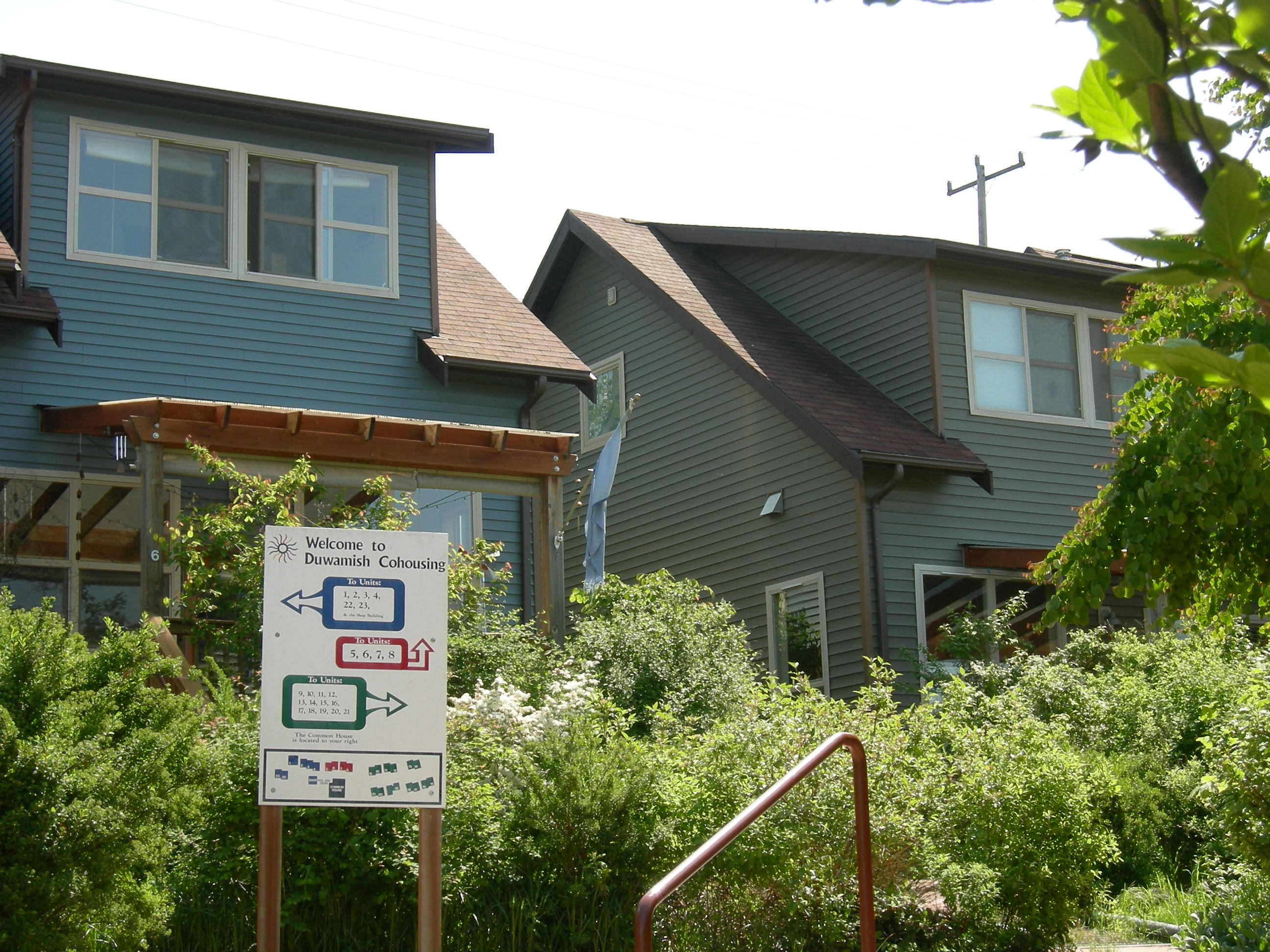
Coresidenza a West Seattle, Seattle, Washington.

Il termine coresidenza (in inglese cohousing) definisce degli insediamenti abitativi composti da alloggi privati, corredati da ampi spazi comuni (coperti e scoperti) destinati all'uso collettivo e alla condivisione tra i coresidenti (in inglese cohousers). Tra i servizi collettivi vi possono essere ampie cucine, lavanderie, spazi per gli ospiti, laboratori per il fai da te, spazi gioco per i bambini, palestra, piscina, internet cafè, biblioteca e altro.
Le abitazioni private sono di solito di dimensioni più limitate rispetto alla media delle normali abitazioni (più piccole dal 5 al 15%). Il motivo è duplice: contenere i costi complessivi dell'intervento (poiché a carico di ciascun proprietario vi è anche una quota della spesa per la realizzazione degli spazi collettivi) e cercare di favorire in questo modo un più intenso utilizzo delle aree comuni.
Di solito un progetto di coresidenza comprende dalle 20 alle 40 famiglie che convivono come una "comunità intenzionale" di vicinato (vicinato elettivo) e gestiscono gli spazi comuni in modo collettivo ottenendo in questo modo risparmi economici e benefici di natura ecologica e sociale.
La coresidenza si sta affermando come strategia di sostenibilità: se da un lato, infatti, la progettazione partecipata e la condivisione di spazi, attrezzature e risorse agevola la socializzazione e la mutualità tra gli individui, dall'altro questa pratica, unitamente ad altri approcci quali ad esempio la costituzione di gruppi d'acquisto solidale, l'auto condivisa o i diversi servizi utilizzati in comune, favoriscono il risparmio energetico e diminuiscono l'impatto ambientale della comunità.

## Origini e diffusione
La sua nascita nella forma attuale viene fatta risalire al 1964, quando Jan Gødmand Høyer, architetto danese, comincia il proprio percorso per la creazione della comunità di Skråplanet, primo caso riconosciuto di bofælleskaber, termine danese per indicare il fenomeno. A partire dagli anni settanta la coresidenza comincia a prendere piede nei paesi dell'Europa del nord, e in particolare in Danimarca, Paesi Bassi e repubbliche scandinave. Il fenomeno rimane ristretto al contesto nord-europeo fino agli anni ottanta, quando attecchisce negli Stati Uniti. Negli anni novanta la coresidenza approda anche in Australia. A livello europeo, la coresidenza si è diffusa all'esterno dei paesi scandinavi, dapprima in Germania e poi verso i paesi mediterranei, tra cui l'Italia. Negli Stati Uniti, nel 2008, i progetti di coresidenza completati erano 113, mentre erano 111 quelli in corso di realizzazione (residenti totali: circa 6-7.000 persone). In Europa la diffusione è diversificata in base ai paesi, e mancano stime accurate. In Danimarca esistono circa 600 comunità di coresidenza, in Svezia, nel 2007, si contavano circa 50 casi di coresidenza, nei Paesi Bassi un centinaio. In Belgio e Regno Unito i casi di coresidenza sono meno di una decina. In Italia vi sono solo un paio di casi realizzati, contro una trentina di condomini solidali.
Nel 2018 è stata pubblicata una guida completa alle forme di abitare collaborativo, dedicata a chi desidera intraprendere questo percorso: il profilo dei cohouser, le esperienze in corso, gli spazi e i servizi da mettere in comune, le pratiche sostenibili, le "porte aperte" al quartiere, la creazione di un welfare diffuso e basato sulle relazioni. Tutte le risposte degli esperti ai quesiti più frequenti: come funziona un cohousing, quali costi si devono affrontare, la scelta di costruire o ristrutturare, i rapporti con la pubblica amministrazione, ecc.

## Caratteristiche costitutive

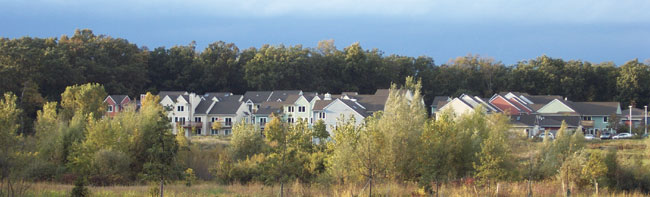
La comunità "Sunward Cohousing" di Ann Arbor, Michigan

Secondo McCamant e Durrett le caratteristiche costitutive della coresidenza sono quattro:
- progettazione del contatto sociale (social contact design): la progettazione degli spazi fisici incoraggia un forte senso di comunità;
- spazi e servizi collettivi: parte integrante della comunità, le aree comuni sono pensate per l'uso quotidiano, a integrazione degli spazi di vita privati;
- partecipazione dei residenti nei processi di costituzione e gestione della comunità;
- stile di vita collaborativo, che favorisce l'interdipendenza, lo sviluppo di reti di supporto e aiuto, la socialità e la sicurezza.

Boglione Giorgio e Chiodelli individuano invece cinque caratteristiche costitutive, parzialmente differenti da quelle individuate da McCamant e Durrett:
- multifunzionalità comunitaria: a fianco di funzioni più tradizionalmente residenziali sono presenti sempre servizi di vario tipo, destinati alla fruizione prevalente da parte dei membri della comunità;
- regole costituzionali e operative di carattere privato: tali insediamenti sono regolati da un sistema, generalmente abbastanza semplice, di regole di diritto privato, introdotte dai componenti della comunità per garantirne la specificità e il funzionamento;
- componente valoriale: nella maggior parte dei casi la comunità si costituisce sulla base di una componente valoriale più o meno esplicita, come possono essere ad esempio servizi, valore d'investimento immobiliare, qualità ambientale, relazioni sociali o il senso di sicurezza, tale da conferirle un'accezione fortemente comunitaria;
- auto-selezione dei residenti: la formazione della comunità avviene per auto-selezione, solitamente ex-ante rispetto alla realizzazione materiale dell'insediamento. La scelta dei residenti avviene secondo meccanismi informali da cui deriva il cosiddetto “vicinato elettivo”;
- auto-organizzazione e partecipazione: un qualche grado significativo di auto-organizzazione e partecipazione dei residenti è un tratto essenziale della coabitazione.

Nel suo libro "The Co-Housing Phenomenon. Environmental Alliance in Times of Changes" , Emanuele Giorgi indica sei caratteristiche che definiscono le esperienze di coresidenza:
- partecipazione alla vita comunitaria: i residenti partecipano attivamente alla vita comunitaria, dalle fasi iniziali di pianificazione alla gestione quotidiana;
- ampi spazi comuni: pur mantenendo importanti livelli di privacy, ricoprono un ruolo chiave tutti quegli spazi condivisi che permettono svolgere attività tra i residenti;
- gestione diretta delle questioni comunitarie: i residenti si incaricano delle decisioni e della gestione della coresidenza, senza delegare a terzi;
- struttura non gerarchica: non si ricorre a una struttura gerarchica per prendere le decisioni, ma queste vengono prese da tutta la comunitá;
- attività comuni non retribuite: nessun residente ottiene un beneficio economico per lo svolgere attività di gestione o mantenimento della comunità;
- libera volontà di partecipare ad un'esperienza abitativa originale: la partecipazione di un'esperienza di coresidenza è frutto esclusivamente di una decisione totalmente libera, non promossa da nessun tipo di necessità o obbligo.

## Aspetti normativi e giuridici
In Italia, la maggior parte delle coresidenze nascono grazie all'investimento di un gruppo di persone su un immobile dove l'intenzione è quella di trasferirsi insieme una volta costruito, o ristrutturato, e quest'ultimo è costituito quasi sempre da una proprietà privata divisa. Gli spazi condivisi vengono generalmente assimilati agli spazi condominiali e pertanto ricondotti alle norme e ai modelli urbanistici esistenti. Il fenomeno si sta sviluppando anche grazie a un approccio di mercato in cui studi associati di architetti e/o costruttori e agenzie immobiliari vendono soluzioni abitative progettando zone comuni in condivisione con gli acquirenti (progettazione partecipata) e dove l'aspetto giuridico è quello normalmente regolato dall'atto di compravendita.
Non va tuttavia ignorato il fenomeno della coresidenza assimilabile a una tipologia di comunità intenzionale. Quest'ultima è spesso caratterizzata dalla condivisione dell'attività lavorativa (aziende agricole e produzioni artigianali) caratteristica che invece non è necessariamente presente nella coresidenza inteso come nuovo stile abitativo in coabitazione. Tuttavia, si può considerare come una strategia possibile, un passaggio, per arrivare a costruire una comunità intenzionale. Anche in Italia la coresidenza è iniziata come processo dal basso che, talvolta, ha portato alla realizzazione di comunità intenzionali come ad esempio gli ecovillaggi. Solo dall'inizio del ventunesimo secolo si assiste a una evoluzione dell'approccio come nuova modalità abitativa che prende piede anche attraverso la formazione di comitati promotori costituiti spesso in associazioni per la promozione sociale.
A differenza delle comunità religiose - che sono giuridicamente riconosciute dallo Stato italiano - il riconoscimento giuridico della comunità intenzionale è ancora solo oggetto di due proposte di legge. Non esistendo normative specifiche, nella costituzione di una comunità per la realizzazione di una coresidenza è opportuno fare riferimento agli istituti giuridici vigenti che sono:
- l'associazione culturale, di promozione sociale (APS), di volontariato, non lucrativa di utilità sociale (onlus). Non sono adatte per coloro che pensano di vivere con i proventi di lavoro svolto nell'ambito della comunità poiché può essere prestato solo in forma volontaria. Sono utili sia nella fase si costituzione di una "comunità intenzionale" che in quella di divulgazione dello spirito del coabitare e nel dialogo con le pubbliche amministrazioni.
- la cooperativa (es. edilizia, abitativa, agricola e di lavoro) che invece disciplina il lavoro dipendente e salariato dei soci ma non contempla il lavoro proveniente dalla libera attività comunitaria. Le "cooperative edilizie" sono società senza scopo di lucro, la cui finalità è la costruzione o la ristrutturazione di abitazioni destinate ai propri soci. Servono quindi per fare "progettazione partecipata" di un cohousing con la "comunità intenzionale" che condivide lo stesso progetto (sia di ristrutturazione che di costruzione ex-novo);
- la fondazione ben si adatta alla costruzione di un processo di progettazione partecipata quando la comunità che si va formando è legata a un patrimonio (immobile donato o messo a disposizione sia da privati che da istituzioni).

Al di fuori dell'Italia, nel diritto anglosassone, si possono più semplicemente rintracciare tre configurazioni giuridiche di coresidenza:
1. l'abitazione è proprietà privata di ciascun membro mentre le parti comuni sono in comunione di beni della comunità;
2. il terreno, l'abitazione e le parti comuni sono proprietà dell'associazione (cooperativa) che li cede in affitto ai singoli coresidenti;
3. l'associazione dei coresidenti (cooperativa) affitta gli appartamenti e le parti comuni alla comunità, con restrizioni legali per la vendita della proprietà.

In alcune regioni si stanno esplorando forme di innovazione sociale di gestione del bene comune (affidamento di un immobile in comodato d'uso gratuito per un lungo tempo). Questo diverso approccio di "secondo welfare" (che si affianca al sistema statale di politiche sociali garantito con aperture a diverse collaborazioni tra pubblico e privato) sta aprendo la strada a nuovi modelli abitativi per la terza età.